# Alexandr Dvornikov
Alexandr Vladimirovič Dvornikov (rusky Александр Владимирович Дворников; * 22. srpna 1961, Ussurijsk) je ruský armádní generál, velitel Jižního vojenského okruhu. Počátkem dubna 2022 byl podle amerických zdrojů jmenován velitelem „speciální vojenské operace“, jak je v Rusku nazývána ruská invaze na Ukrajinu. Rusko informaci nepotvrdilo, ani nevyvrátilo. V průběhu června 2022 měl být podle amerických zdrojů nahrazen náměstkem ministra obrany Gennadijem Židkem.
Na konci 90. let se jako náčelník štábu účastnil druhé čečenské války. V letech 2015–2016 stál v čele ruských jednotek v Sýrii. Kvůli brutálnímu způsobu vedení války, kdy nechal bombardovat nemocnice, školy nebo fronty na jídlo, je přezdíván „řezník ze Sýrie“.

## Život
Od roku 1982 sloužil jako velitel čety, poté roty a jako náčelník štábu praporu v Dálněvýchodním vojenském okruhu. V roce 1991 absolvoval Frunzeho vojenskou akademii v Moskvě. Poté se stal zástupcem velitele praporu v Západní skupině vojsk (dříve Skupina sovětských vojsk v Německu).
Na konci 90. let se jako náčelník štábu účastnil druhé čečenské války. V prosinci 2012 byl povýšen do hodnosti generálporučíka, o dva roky později do hodnosti generálplukovníka. V září 2015 se stal prvním velitelem ruských ozbrojených sil během ruské vojenské intervence v Sýrii.
V červenci 2016 se stal velitelem Jižního vojenského okruhu. Výnosem prezidenta Vladimira Putina byl 23. června 2020 povýšen do hodnosti armádního generála
Od roku 2019 je Dvornikov na sankčním seznamu Evropské unie. Jako velitel Jižního vojenského okruhu byl zodpovědný za akce Černomořského loďstva a dalších vojenských sil Ruské federace, které v listopadu 2018 zabránily ukrajinským plavidlům v přístupu na jejich pobřeží v Azovském moři.

### Ruská invaze na Ukrajinu
Počátkem dubna 2022 byl Dvornikov podle amerických zdrojů jmenován velitelem ruských sil na Ukrajině. Do té doby neměly centrální velení. Dvornikov tak měl zlepšit špatnou koordinaci ruských jednotek.
Bývalý americký námořní admirál James Stavridis uvedl, že Dvornikov je znám jako „syrský řezník“. Povolání tohoto generála, známého krutostí vůči civilistům, je podle něj pokus o zlomení Ukrajinců. V Sýrii podle něj Dvornikov využíval teroristické praktiky, mučení, systematické znásilňování nebo nervově-paralytické látky.
„Nasazení Dvornikova povede k dalším zvěrstvům. Tento konkrétní generál má za sebou historii, která zahrnuje brutalitu vůči civilistům v Sýrii i na dalších místech,“ varoval také Jake Sullivan, poradce amerického prezidenta Joea Bidena pro národní bezpečnost.
Podle zdrojů listu The Independent by Dvornikov mohl být velitelem, zodpovědným za bombardování přeplněného vlakového nádraží v Kramatorsku v ukrajinské Doněcké oblasti, v jehož důsledku 8. dubna 2022 zahynulo přes 50 lidí.
V červnu 2022 byl podle amerických médií Dvornikov v čele vojenské operace nahrazen náměstkem ministra obrany generálplukovníkem Gennadijem Židkem.

## Ocenění
- Hrdina Ruské federace (17. března 2016)